# 2-й Тульский переулок
Второ́й Ту́льский переу́лок — переулок, расположенный в Южном административном округе города Москвы на территории Донского района.

## История
Переулок получил своё название в XIX веке по расположению между Большой и Малой Тульскими улицами.

## Расположение
Второй Тульский переулок проходит от Большой Тульской улицы до Малой Тульской улицы, южнее Третьего транспортного кольца. В переулке организовано одностороннее движение в направлении Большой Тульской улицы.

## Примечательные здания и сооружения
По нечётной стороне:
По чётной стороне:

## Транспорт

### Наземный транспорт
По 2-му Тульскому переулку маршруты наземного общественного транспорта не проходят. У западного конца переулка, на Малой Тульской улице, расположены остановки «2-й Тульский переулок» автобусов 121, м9, м90, с799, н16, у восточного, на Большой Тульской улице, — остановки «Платформа Тульская» автобусов 944, 965, м9, м86, м95, с799, с910, н8; остановка «Платформа Тульская» трамваев 3, 47.

### Метро
- Станция метро «Тульская» Серпуховско-Тимирязевской линии — севернее переулка, между Большой Тульской улицей и Большим Староданиловским, Холодильным и 1-м Тульским переулками

### Железнодорожный транспорт
- Платформа Тульская Павелецкого направления Московской железной дороги — восточнее переулка, за Большой Тульской улицей